# Kryptonite
«Kryptonite» (en español: El Kryptoniano) es una canción interpretada por 3 Doors Down. Fue lanzada originalmente como un demo para la estación local FM 97.9 (WCPR) en Biloxi (Misisipi). Posteriormente fue grabada para el primer álbum de estudio de la banda, The Better Life. La canción alcanzó la primera posición de la lista Hot Modern Rock Tracks de la revista Billboard, donde permaneció por once semanas consecutivas. También ocupó la primera posición de la lista Mainstream Rock Tracks durante nueve semanas consecutivas y alcanzó el puesto 3 en la Billboard Hot 100.

## Video musical
El video musical, dirigido por Dean Karr, muestra a un anciano quien fue un héroe de acción televisivo o un héroe real en su pasado. El anciano observa a un hombre abusando de una mujer y, cuando el hombre la arrastra hacia afuera, el anciano saca su antiguo traje de superhéroe y los sigue. En su camino, se enfrenta con un grupo de góticos. El video también muestra a la banda tocando en un club con varias personas mayores disfrazados de villanos de cómics. El video termina cuando el anciano se lanza desde un techo de cristal y atrapa al hombre que abusaba de la mujer al inicio.

## Listado de canciones
| Versión estadounidense |                                  |          |  |
| N.º                    | Título                           | Duración |  |
| 1.                     | «Kryptonite» (Top 40 Edit)       | 3:44     |  |
| 2.                     | «Kryptonite» (versión del álbum) | 3:54     |  |

| Versión mejorada estadounidense |                                 |          |  |
| N.º                             | Título                          | Duración |  |
| 1.                              | «Kryptonite» (versión del LP)   | 3:55     |  |
| 2.                              | «Wasted Me» (inédita)           | 3:11     |  |
| 3.                              | «Duck and Run» (versión del LP) | 3:52     |  |

| Versión británica |                               |          |  |
| N.º               | Título                        | Duración |  |
| 1.                | «Kryptonite» (versión del LP) | 3:55     |  |
| 2.                | «Smack» (versión del LP)      | 2:30     |  |

| Versión mejorada australiana |                                    |          |  |
| N.º                          | Título                             | Duración |  |
| 1.                           | «Kryptonite» (versión del LP)      | 3:55     |  |
| 2.                           | «Wasted Me»                        | 3:11     |  |
| 3.                           | «Duck and Run» (versión del álbum) | 3:52     |  |
| 4.                           | «Kryptonite» (video)               | 3:53     |  |

| Versión alemana |                                       |          |  |
| N.º             | Título                                | Duración |  |
| 1.              | «Kryptonite» (versión del LP)         | 3:55     |  |
| 2.              | «Wasted Me»                           | 3:11     |  |
| 3.              | «Life of My Own» (en vivo en Atlanta) | 3:52     |  |
| 4.              | «Kryptonite» (acústica)               |          |  |

| Versión mejorada neerlandesa |                                 |          |  |
| N.º                          | Título                          | Duración |  |
| 1.                           | «Kryptonite» (versión del LP)   | 3:55     |  |
| 2.                           | «Wasted Me»                     | 3:11     |  |
| 3.                           | «Duck and Run» (versión del LP) | 3:52     |  |
| 4.                           | «Kryptonite» (video)            | 3:53     |  |

## Posicionamiento en listas y certificaciones
| Lista (2000)                            | Mejor posición |
| --------------------------------------- | -------------- |
| Alemania (Media Control AG)             | 85             |
| Australia (ARIA)                        | 8              |
| Canadá (RPM Top Singles)                | 6              |
| Estados Unidos (Billboard Hot 100)      | 3              |
| Estados Unidos (Modern Rock Tracks)     | 1              |
| Estados Unidos (Mainstream Rock Tracks) | 1              |
| Estados Unidos (Mainstream Top 40)      | 1              |
| Estados Unidos (Adult Top 40)           | 4              |
| Nueva Zelanda (Recorded Music NZ)       | 13             |
| Países Bajos (Dutch Top 40)             | 17             |
| Países Bajos (Mega Single Top 100)      | 21             |

| País           | Organismo certificador | Certificación    | Ref.  |
| -------------- | ---------------------- | ---------------- | ----- |
| Estados Unidos | RIAA                   | Disco de Platino | [ 8 ] |

### Sucesión en listas
| Anterior: «Stiff Upper Lip» de AC/DC            | Mainstream Rock Tracks — Sencillo Nro 1 8 de abril de 2000 — 3 de junio de 2000                                                      | Siguiente: «I Disappear» de Metallica     |
| Anterior: «Otherside» de Red Hot Chili Peppers  | Modern Rock Tracks — Sencillo Nro 1 20 de mayo de 2000 — 29 de julio de 2000                                                         | Siguiente: «Last Resort» de Papa Roach    |
| Anterior: «Jumpin', Jumpin'» de Destiny's Child | Mainstream Top 40 — Sencillo Nro 1 30 de septiembre de 2000 — 21 de octubre de 2000 4 de noviembre de 2000 — 10 de noviembre de 2000 | Siguiente: «With Arms Wide Open» de Creed |